# Eucelatoria dimmocki
Eucelatoria dimmocki är en tvåvingeart som först beskrevs av Aldrich 1932. Eucelatoria dimmocki ingår i släktet Eucelatoria, och familjen parasitflugor. Inga underarter finns listade i Catalogue of Life.